# 消費者
消費者（しょうひしゃ、英語: consumer、コンシューマー）とは、財やサービスを消費する主体のことである。

## 概要
具体的には、代価を払って最終的に商品を使用する、もしくはサービスを受ける者をさす。
企業や非営利組織などの法人が購入した製品を再販売しているような場合、または法人が生産する製品の部品などの一部に利用するために購入しているような場合は産業消費者もしくは使用者と言う。再販売する目的以外で購入する消費者を世帯消費者もしくは最終消費者という。
法人も財・サービスの消費の主体となりうるのである。ただし、日本の消費者契約法においては、情報の質および量、ならびに交渉力の格差にかんがみ、特に事業者以外の個人を一括して「消費者」と定義し、事業者との間で締結される契約にかかる利益の擁護を図っている。
視点を変えると、例えばメーカー企業で勤めているサラリーマンは、職務の上では生産者側であるが、生活を営む上では必要な生活必需品を購入して生活しているので、消費者でもある。農家の人は、農産物に関しては生産者であるが、自分のところで収穫するもの以外の食料や衣服などは購入しているので消費者でもある。よって、より広い意味では国民全員が「消費者」であるとも言える。
しかし歴史的に見ると、この消費者は国民経済における最大の集団であるにもかかわらず、組織化されていなかったため、事業者に対して発言する力を持たず、意見も聞いてもらえず無視されるというような弱い立場に長らく立たされていた。企業が製造した商品の欠陥により消費者に被害が発生しても、消費者側から損害賠償を申し立てることは実際上非常に困難であった。
消費者の特性としては、従前から
- 供給者と消費者間の格差：経済力の格差や商品についての知識の格差（情報の非対称性）。
- 消費者の弱さ：生命・身体・精神の傷つきやすさ、比較的少ない損失でも生活そのものに影響しやすい経済的弱さ。
- 消費者の負担転嫁能力の欠如：企業と違って損失を他者に転化できない。

の3点に整理されることが多い。
イギリスでは18世紀末に産業革命が起こり、19世紀の中頃には消費者問題が起こっている。アメリカ合衆国でも比較的早期から消費者による運動が盛んであった。特に1960〜70年代、ラルフ・ネーダー（Ralph Nader）による企業告発などによってコンシューマリズム（Consumerism）が盛り上がった。
日本でも第二次世界大戦後の1945年に主婦らが「おしゃもじ運動」を起こすなどして消費者運動が始まった。1950年代後半以降の高度経済成長期になると様々な消費者問題が起き、消費者基本法（1968年）が制定され、ようやく産業優先の考え方から消費者優先の原則へと移行し、消費者保護の基本的方向が示されることとなった。
消費者には様々な権利がある。ただし、その権利はただ事態を傍観していると自然に与えられるといった性質のものではないので、消費者の権利を守るために自発的に闘ったり努力したりすることが消費者の責務だと考えられるようになってきている。

## 消費者問題・消費者運動
消費者問題の定義は必ずしも一義的ではないが、一般的な中から一例を挙げると「最終消費者として購入した商品・サービスおよびその取引をめぐって生じる消費者の被害または不利益の問題」とされている。

### 米国
1936年、アメリカ合衆国では『コンシューマー・レポート』という情報誌が発行されることになった。これは家電製品や自動車などの機能や安全性をテストして、その情報を消費者に提供するものである。
1960～1970年代には、弁護士で消費者運動のリーダーのラルフ・ネーダーが、自動車の安全性に関する企業告発を行い、それをきっかけとしてコンシューマリズムが盛り上がった。
1962年3月15日、ケネディ大統領は消費者保護特別教書において、消費者の4つの権利として以下のものを挙げた。
- 安全を求める権利
- 選ぶ権利
- 知らされる権利
- 意見を聞いてもらう権利

### 日本での歴史
日本では、古くは打ちこわしに始まり、1918年米騒動、1920年代の借家人運動、1921年結成の神戸購買組合や灘購買組合、1928年に奥むめおらの呼びかけで始まった婦人消責組合協会、愛国婦人会などが消費者運動の嚆矢であるが、消費者運動の本格化は戦後になってからである
1945年（昭和20年）に、大阪の主婦らが粗悪品追放を掲げて「おしゃもじ運動」を起こした。1948年（昭和23年）9月3日には、「不良マッチ追放主婦大会」が原宿（東京都）の社会事業会館で開かれた。当時まだ配給制だったマッチは擦っても着火しなかったり、折れたりする不良品が多かった。奥むめおらの呼び掛けで主婦数百人が集まり、「1合の酒を9合の水で割り1升の値段で買わされるようなもの」と抗議。商工省、経済安定本部の官僚も同席下、企業の代表に「粗悪品は作らない」と約束させることに成功。以後、各地で主婦会、婦人会が結成され、主婦連合会（主婦連）発足につながった。
昭和30年〜40年代（1955年〜65年頃）、日本が高度経済成長期に入ると、大量生産・大量消費が行われるようになり、事業者と消費者との間で、情報の非対称性が極端に大きくなり、いわゆる消費者問題が起こるようになってきた。
1955年（昭和30年）には、森永ヒ素ミルク中毒事件が発生。その一年後の1956年（昭和31年）には水俣病が発生し、食品の安全性や公害に疑問を持つ消費者が多くなった。1960年（昭和35年）には「うそつき缶詰事件」（にせ牛缶事件）が発生。 
1961年（昭和36年）には、サリドマイド睡眠薬事件が発生。1965年（昭和40年）には新潟県で第二水俣病、1968年（昭和43年）にはカネミ油症事件と、次々に消費者が被害者となる事件が発生した。
1968年（昭和43年）5月には消費者保護基本法が制定された。これは消費者のための憲法とも言われることがあるものであり、これによって行政・事業者・消費者それぞれの役割が明確化された。それまでの「産業優先」に凝り固まった考え方から消費者優先の原則へと移行し、消費者行政の基礎が体系づけられ、消費者保護に関する基本的方向が示されたのである。
その後、この消費者保護基本法の趣旨にのっとり、全国の地方自治体に消費生活センターが設置されることになった。これは消費者行政の"第一線機関"とも位置づけられるものであり、消費者からの苦情・相談の窓口となったり、苦情処理テストや消費者啓発を行うなど、消費者と直接に接する業務を行うものである。
1969年（昭和44年）には、日本消費者連盟が設立され『消費者レポート』が出版されるようになった。これは告発型のそれである。
一方、1970年代には消費者団体の乱立が見られ玉石混交状態を生み出した。中にはユーザーユニオン事件など企業への圧力が恐喝にあたるか否かを裁判で争う団体も現れた。
1970年（昭和45年）に、消費生活センターが開設された当時、消費者の最大の関心事は食品の安全性であった。当時、牛乳のBHC汚染、発がん性が問題となったAF-2やチクロなどの食品添加物、魚の水銀汚染などの問題が発生していた。1970年〜79年までに寄せられた相談の件数でも、食料品の相談が1位を占めている。食品添加物や健康食品などに関する相談が多かった。
1972年（昭和47年）から1973年（昭和48年）の「第一次石油危機」に際しては、石油製品の値上げ協定を締結したとして、鶴岡市の消費者が山形地方裁判所鶴岡支部に損害賠償請求訴訟を起こした。一審では勝訴したものの、仙台高等裁判所が逆転敗訴判決を下し、最終的には1989年（平成元年）に最高裁判所で原告敗訴が確定した（鶴岡灯油事件、最判平成元年12月8日、民集43巻11号1259頁）。
昭和50〜60年代（1975年〜85年頃）には訪問販売が盛んになり、これに関するトラブルが増えた。典型的な事例としては豊田商事事件が挙げられる。
1976年（昭和51年）には訪問販売法（現在の特定商取引法の前身）が制定された。また、消費者を保護するためにクーリングオフ制度が設けられた。
昭和60年代（1985年〜）になると、消費生活が多様化・複雑化し、消費生活センターへの相談としては、住居品、教養娯楽品、保健衛生品などの相談件数が増加し、食料品の問い合わせ件数は3位になった。ただし、食料品の相談件数はほぼ横ばいで、減ったわけではなく、他の問い合わせが増えたのである。
1987年（昭和62年）には、霊感商法や開運商法による被害者が多く出た。
1993年（平成5年）には、消費者金融業者の無人契約機が街角に登場。その後の増加に伴い借りすぎにより借金地獄に陥る人も増えている（2003年時点で個人の自己破産は24万件）。
1994年（平成6年）には製造物責任法が制定され、翌年施行された。
1997年（平成7年）1月には、「販売した宝石を5年後に販売価格で買い戻す」という特約付で、高額のダイヤモンドをクレジット契約を利用して販売していたココ山岡が破産宣告を受け、全国規模の被害が一挙に発覚した（ココ山岡事件）。
1998年（平成10年）に、外貨取引の規制を撤廃した改正外国為替法が施行され、外国為替証拠金取引（FX）が急速に普及したが、消費者が被害者となるケースも大量に発生した。これに対し2005年（平成17年）7月に、改正金融先物取引法が施行され、FX業者も金融庁の監督下に置かれることとなった。
2002年（平成14年）に個人の自己破産申立が20万件を突破するなど、クレジット・消費者金融の問題が顕在化していた。これに対し最高裁判所は判決（最裁平成18年1月13日、民集60巻1号1頁）で、改正前の貸金業法43条1項（「みなし弁済」規定）の要件を厳格に解釈する立場を採り、国会も2006年（平成18年）には、出資法と貸金業法を抜本的に改正していわゆる「みなし弁済」規定と「グレーゾーン金利」を廃止した。
2005年（平成17年）11月には、構造計算書偽造問題が発覚、一級建築士が構造計算書を偽造し、多くの耐震性に欠けるマンション等が建築・販売されていることが分かった。
2006年（平成18年）には、消費者契約法が改正され、消費者団体訴訟制度が導入された。
2006年（平成18年）11月から12月にかけて、最高裁判所はいわゆる学納金返還問題（入学辞退者に対する納付済み学費・入学金等の返還問題）について、相次いで判決（最判平成18年11月27日民集60巻9号3732頁、最判平成18年12月22日判時1958号69頁）を下し、消費者契約法9条1号を適用、3月31日までに契約を解除した場合には、大学側に生ずべき平均的な損害は存しないとして、授業料の全額返還を認めた（入学金については請求を棄却している）。
近年では、インターネットオークションなどの電子商取引に関するトラブルが増加、全国の消費者センターに寄せられた電子商取引関連の苦情件数は、2006年度で38,519件と、5年前の5倍以上に達している。なお、これに関連して2001年（平成13年）12月に電子消費者契約及び電子承諾通知に関する民法の特例に関する法律（電子消費者契約法）が施行され、いわゆるクリックミスが、民法95条の重過失とならないことが明文化された。
2008年（平成20年）には、消費者庁の設置に向けての一連の動きが起きた。2月8日の閣議決定に基づいて「消費者行政推進会議」が設置された。4月23日の第6回会合の後には同会議は「消費者庁（仮称）の創設に向けて」と題して、消費者庁の所管、位置づけなどに関する「6つの基本方針」と、国民本位の行政実現など「守るべき3原則」をまとめた文書を発表。6月13日には「消費者行政推進会議取りまとめ 〜消費者・生活者の視点に立つ行政への転換〜」を発表した。2009年（平成21年）9月1日、消費者庁が誕生した。

#### 消費者に関わる法規
- 民法（消費者に限られず適用される一般法であるが、消費者の行う取引についてもこの法律がベースとなる）
- 消費者基本法
- 消費者契約法
- 消費者安全法
- 特定商取引に関する法律（特定商取引法、特商法）
- 割賦販売法
- 製造物責任法
- 住宅の品質確保の促進等に関する法律（住宅品質確保法）
- 電子消費者契約及び電子承諾通知に関する民法の特例に関する法律（電子消費者契約法）
- 法人等による寄附の不当な勧誘の防止等に関する法律

## 消費者の権利と責任

### 消費者の権利
消費者の権利については様々な表現のしかたがあるが、ケネディ大統領が1962年に提示した4つが最も有名である。
- 安全である権利 (the right to safety)
- 選択する権利 (the right to choose)
- 知らされる権利 (the right to be informed)
- 意見を聞き入れてもらう権利 (the right to be heard)

他にも、近年では以下の4つで表現されることもある。 
- 知る権利
- 選ぶ権利
- 安全である権利
- 要求する権利

### もっと権利要求する必要性
消費者の権利は、手をこまねいて傍観していて与えられるといった性質のものではない。権利には責任が伴う。消費者の責任とは、知る権利、選ぶ権利、安全である権利、要求する権利を守るためにたたかうあるいは努力する責任を意味する。
牛肉偽装事件のような事態が日本を代表するような企業に次々に発生するということは、消費者の、企業に対する権利要求がまだまだ弱すぎて、不十分であったことを意味している。消費者は企業にとって顧客であり、顧客は不買運動を起こすことができるのであり、偽装・欺瞞をあえて行うような企業を懲罰したり、解体にまで追い込むことは可能なのである。
消費者の中には、自分が果たすべき責務を放棄して、他者に責任転嫁する状態も見られる。これを神門善久は「消費者エゴ」と呼んでいる。消費者は、食の安全性に関するリスクコミュニケーションに積極的に参加するようにならなくてはならない、と神門は述べる。

### 民法改正
「約款」をめぐる規定新設
2015年2月10日、法制審議会の民法部会は、事業者が消費者に示す約款に関する規定を新設し、契約ルールなど債権に関する規定を見直す民法改正要綱案を決めた。改正項目は約200に及ぶ。これまでのような消費者の利益を一方的に害する約款は無効とする。法務省は2015年3月下旬に民法改正案を国会に提出する予定。約款の規制に関しては、経済界の強い反発があり調整が難航していた。民法の債権規定の大幅改正は、1896年の制定以来初めとなる。